# Diavolino

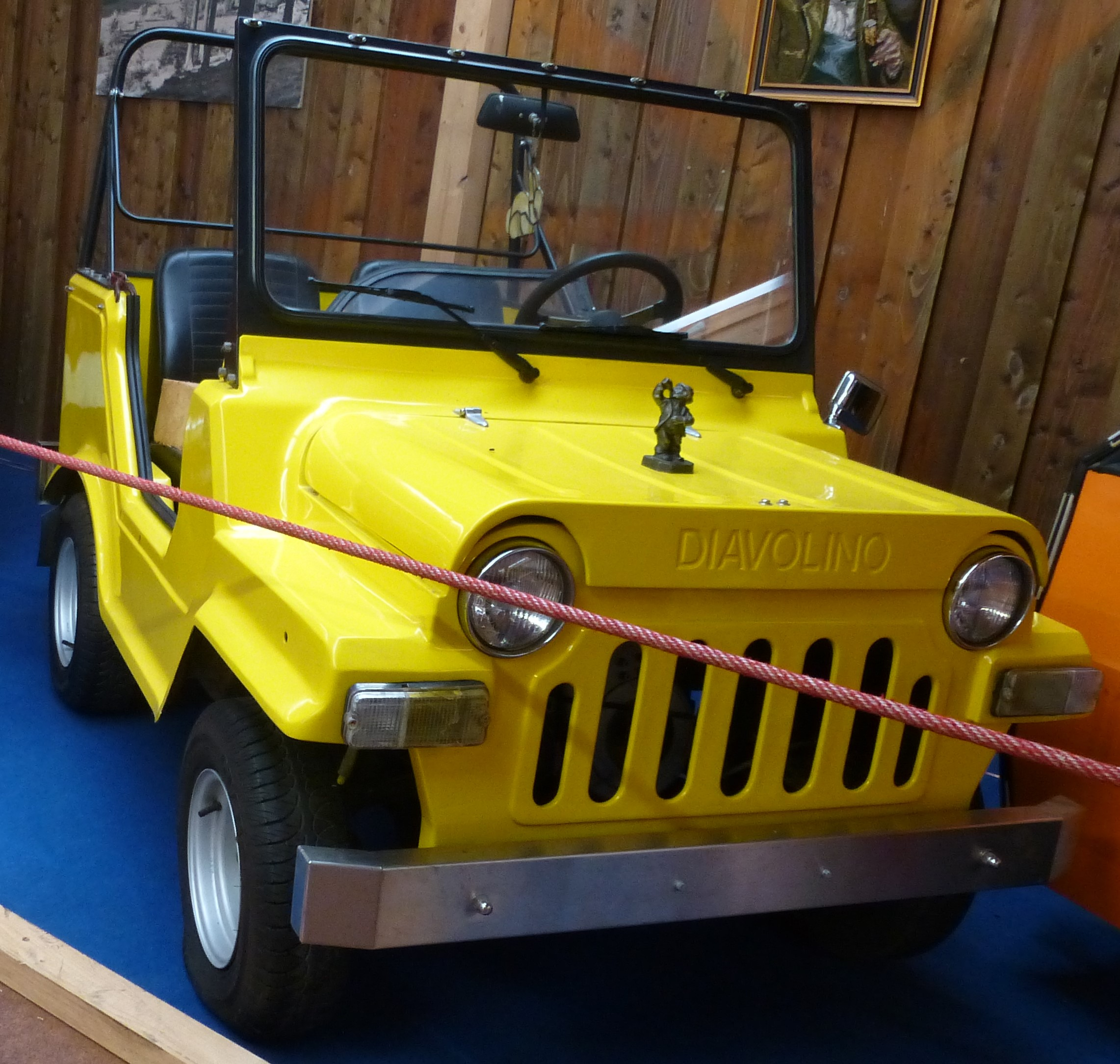
Diavolino

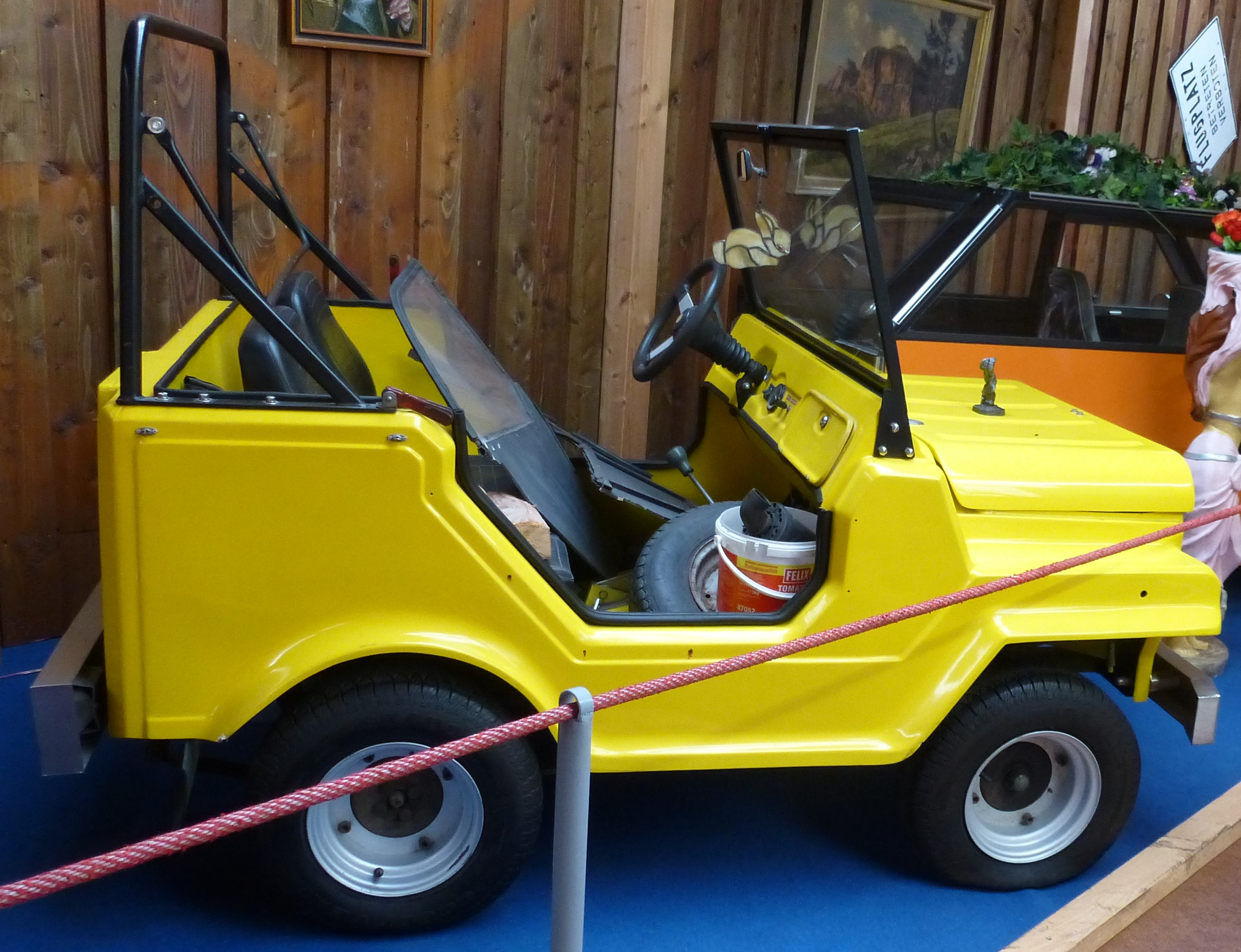
Seitenansicht

Diavolino ist ein ehemaliger Schweizer Automobilhersteller, der von 1984 bis 1986 bestand.

## Beschreibung
Marcel Oswald präsentierte der Öffentlichkeit 1984 einen Nachfolger des 1980 eingestellten Lawil S3; einen fast baugleichen Buggy mit dem Namen Diavolino (zu Deutsch: Teufelchen), der gezielt die junge Generation ansprechen sollte. Überarbeitet war lediglich die Front, die nun den aktuellen Jeep-Geländewägen gleicht.
Produktion und Montage der Karosserieteile übernahm die Romay AG in Oberkulm/Aargau. Den Vertrieb übernahm die ZBR Automobile AG.
Als Motorisierung wurden die veralteten Motoren des Lawil S3 übernommen. Zum raschen Erfolg des neuen Modells trug neben der Überarbeitung der Front auch bei, dass das Fahrzeug in der Schweiz ab dem Alter von 16 Jahren gefahren werden durfte. Der Grundpreis des Diavolino lag bei 7380 SFr.
Mit dem raschen Erfolg blickte das Unternehmen auf Übersee-Märkte und erhoffte sich auch dort den nötigen Absatz. Entsprechend wurde die BAROQ S.A. mit einer Belegschaft von zehn Personen gegründet. Doch wegen der in den USA geltenden Normen musste das offiziell kleinste Cabriolet der Welt neue Motoren erhalten. Zum Einsatz kamen so schließlich Viertakt-Ottomotoren.

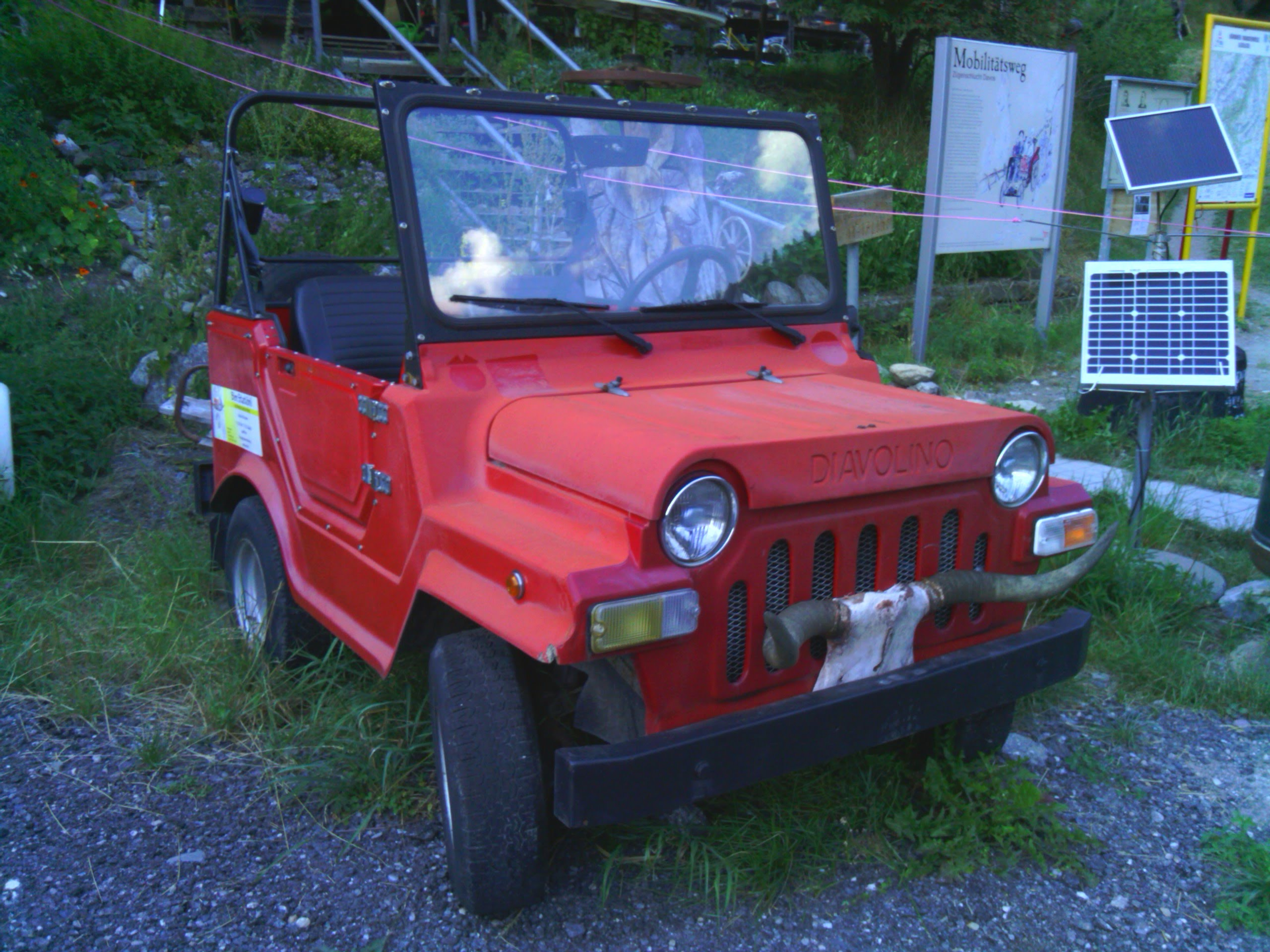
Ein roter Diavolino

1986 verschlechterte sich infolge einbrechender Verkaufszahlen die finanzielle Lage der Unternehmen. Noch im selben Jahr wurde die Produktion des Diavolino aufgegeben.